# Speculum (geneeskunde)
Een speculum of eendenbek is in de geneeskunde een hulpmiddel om in lichaamsopeningen te kunnen kijken. In het algemeen wordt de term gereserveerd voor instrumenten zonder optiek, hoewel een oorspeculum meestal wel een ingebouwde loep heeft. Er zijn onder andere gynaecologische, rectale, neus- en oorspeculums; al deze in vele verschillende uitvoeringen. Ingewikkelder instrumenten worden meestal als 'scoop' betiteld.

## Gynaecologische specula

### Typen gynaecologische specula
- speculum volgens Seyffert
- speculum volgens Cusco
- speculum volgens Collin
- speculum volgens Sims
- speculum volgens Trelat
- speculum volgens Welch-Allyn

De meeste specula zijn verkrijgbaar in metaal of plastic.

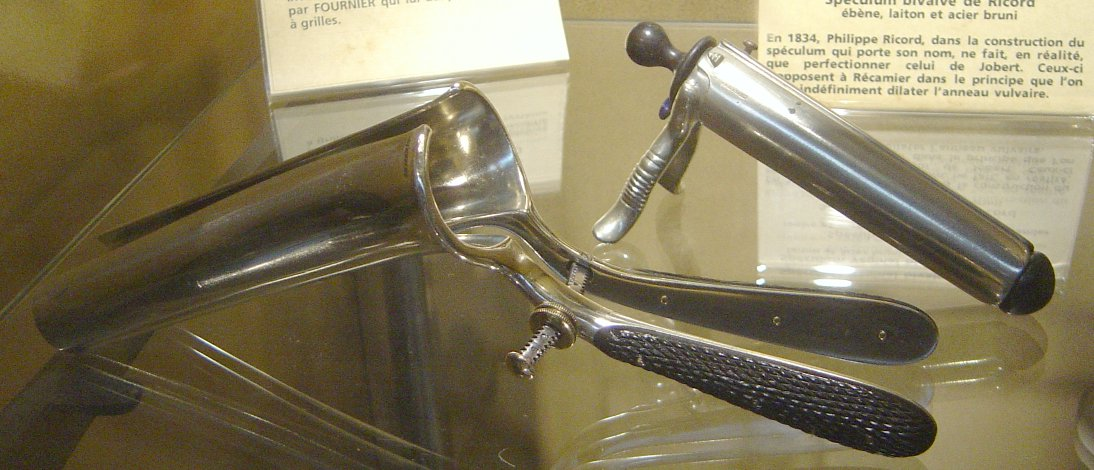
Ricord speculum
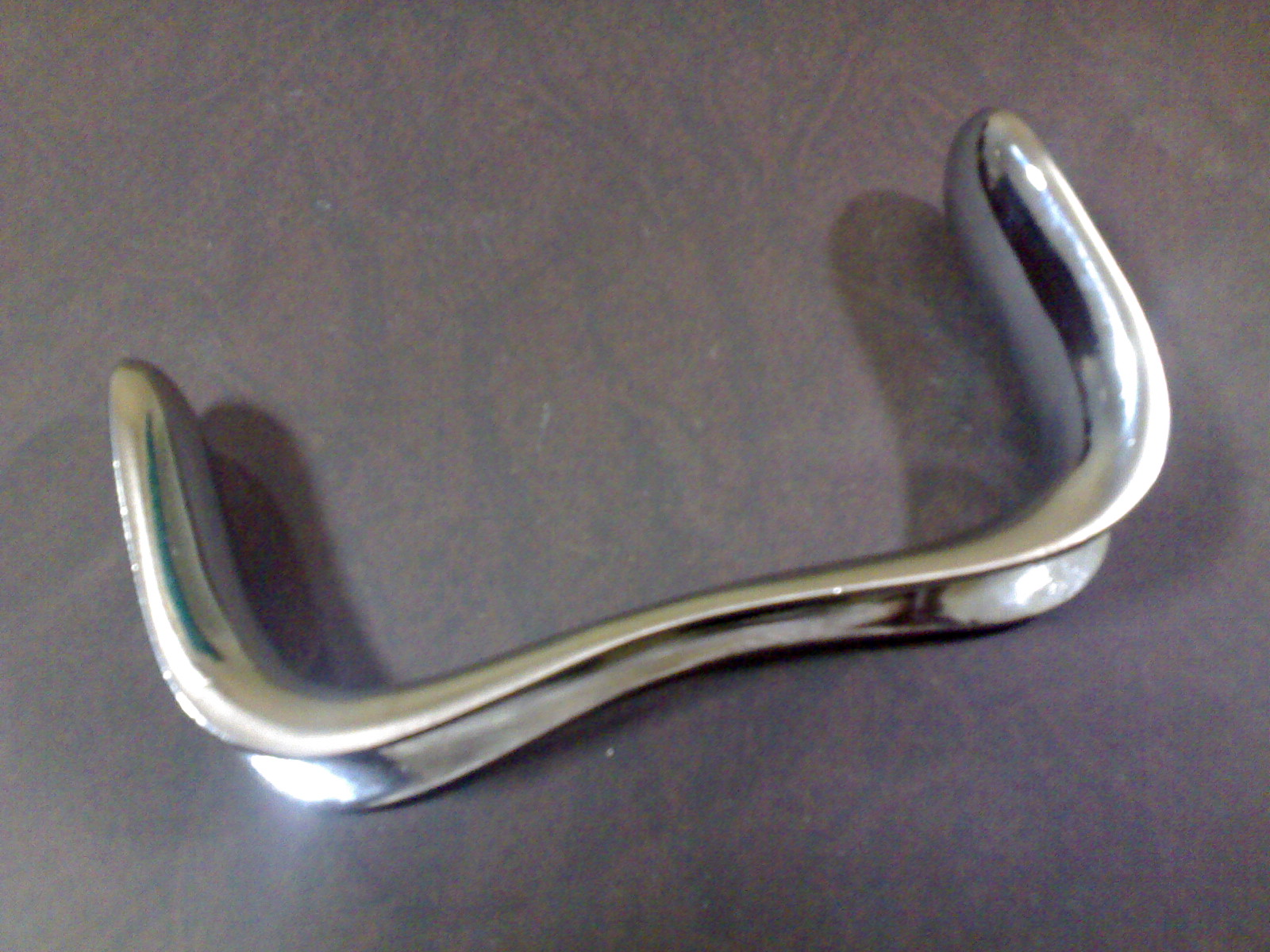
Sims speculum
Speculum Collin
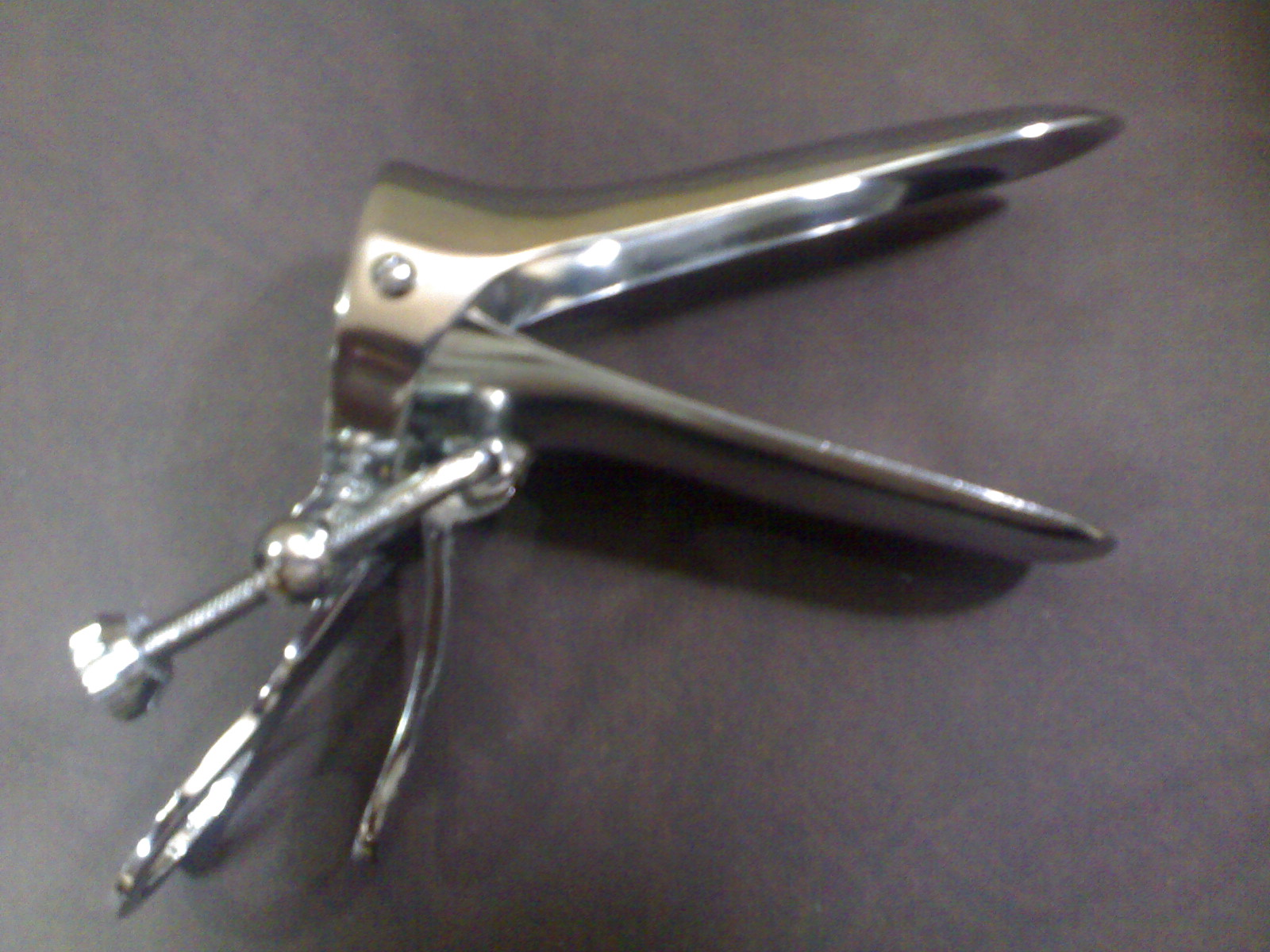
Cusco's speculum
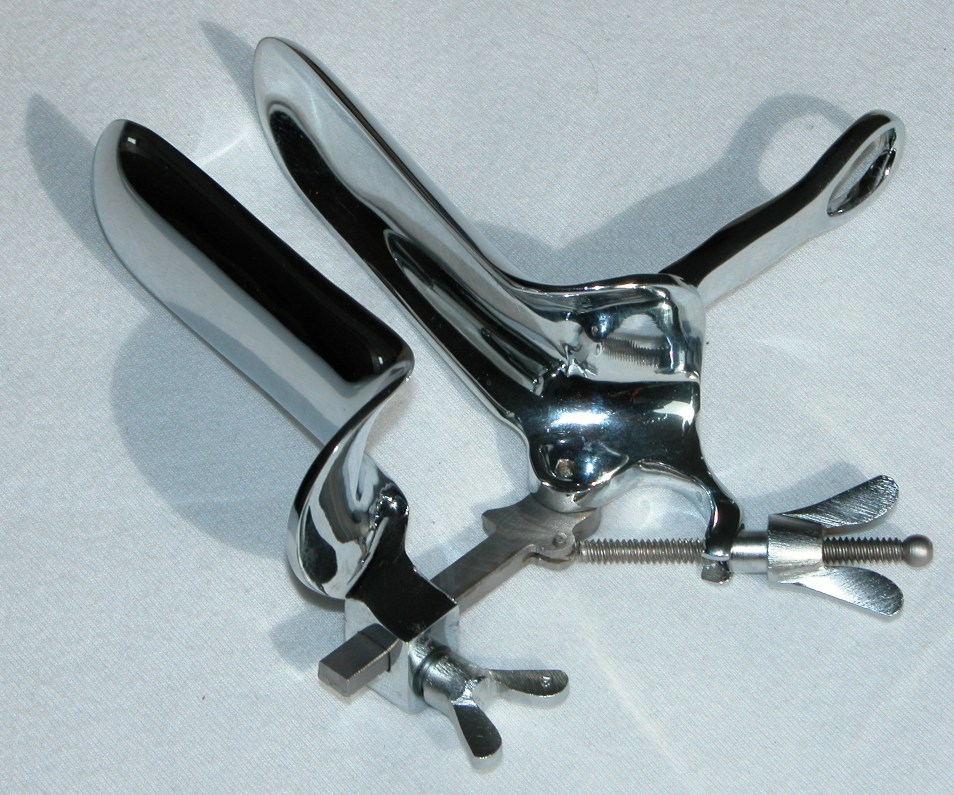
Speculum van Trelat
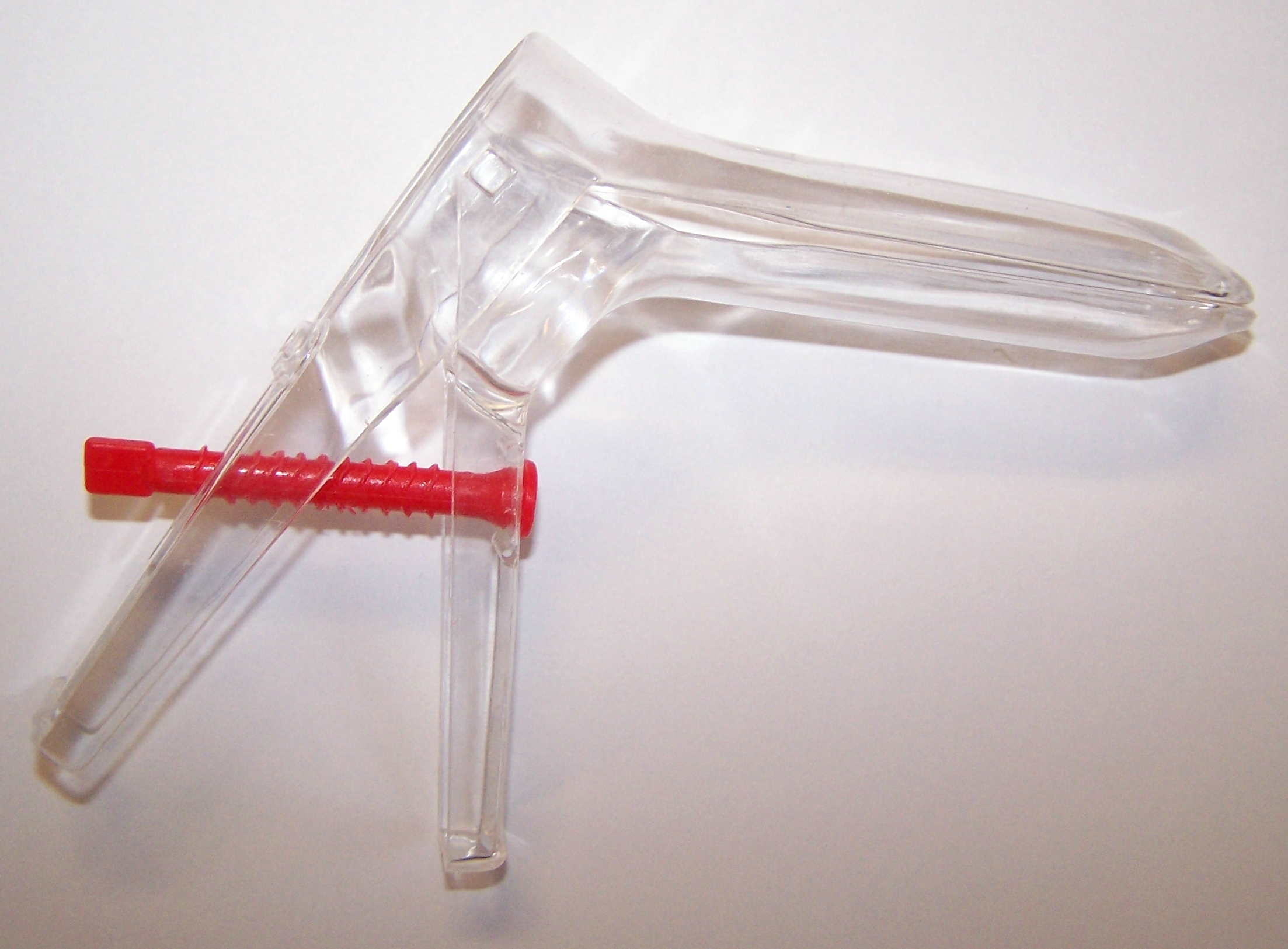
Plastic wegwerpspeculum

### Geschiedenis

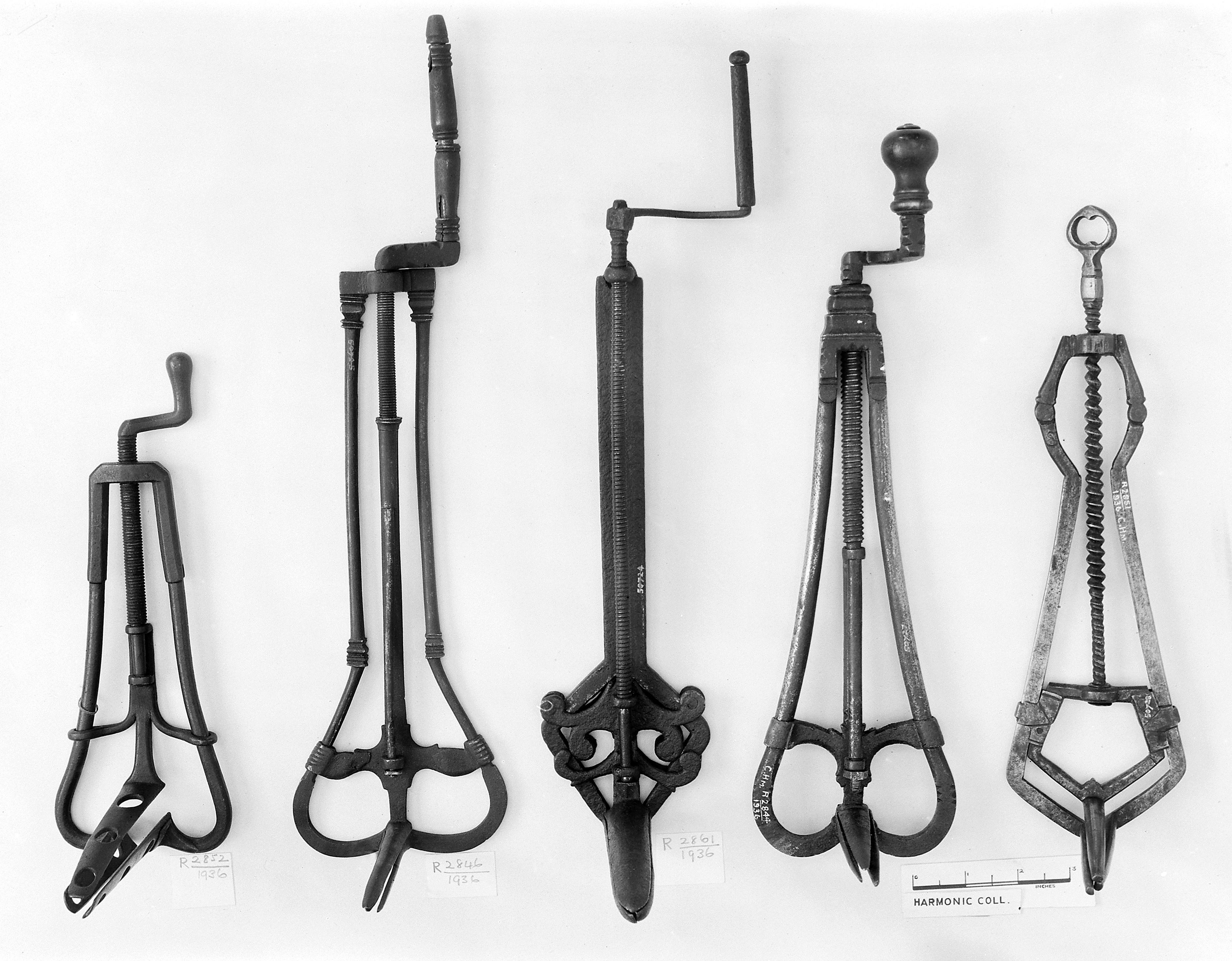
5 Specula, 14de 15de en 16de eeuw. Wellcome M0008374

Al in de Talmoed en in oude geschriften uit India is sprake van het gebruik van buisvormige vaginaspecula. Zeker dateert het speculum uit het Romeinse rijk. Bij opgravingen in Libanon en in Pompeï werden Romeinse tangen gevonden die gebruikt werden voor inwendig onderzoek bij vrouwen. Zes bronzen vaginaspecula uit de Romeinse periode bevinden zich in museumcollecties: twee in Napels, in het Nationaal archeologisch museum van Napels, één in Mainz, één in Madrid, één in Varna en één in Londen. De kennis van de Grieks Romeinse specula verspreidde zich via het Byzantijnse Rijk in de Arabische wereld en in Europa.

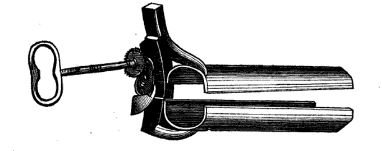
Spéculum de madame Boivin

Het speculum dat we vandaag kennen wordt toegeschreven aan Franse verloskundige Marie Boivin of aan James Marion Sims. De Franse verloskundige en uitvinder Marie Boivin maakte rond 1833 een ontwerp van het speculum die we nu nog steeds kennen. Ze werd niet toegelaten aan de geneeskundige faculteit omwille van haar gender, en ging verloskunde studeren. Ze gebruikte als een van de eersten een stethoscoop voor het bepalen van de foetale hartslag en ontwikkelde procedures voor het verwijderen van tumoren in de baarmoeder en ontwikkelde een speculum. In 1845 ontwierp de Amerikaan James Marion Sims een speculum dat nog steeds gebruikt wordt.
Door de grote rivaliteit tussen medici in de 19e eeuw maakte een groot aantal gynaecologische hoogleraren een eigen versie van het speculum, onder meer de Oostenrijker Seyffert en de Franse chirurg Cusco. Ook de Franse chirurg Trelat en de Franse instrumentmaker Colin ontwierpen een speculum dat hun naam draagt.
Er zijn kleine aanpassingen aangebracht aan het basismodel, en tegenwoordig worden er ook specula van plastic gebruikt, maar het basisprincipe is hetzelfde gebleven. In 2025 werd een nieuw speculum ontworpen door Tamara Hoveling en Ariadna Izcara Gual, twee vrouwelijke ontwerpers van de TU Delft. Het zou minder intimiderend en minder pijnlijk zijn voor de patiënten en ook voor de artsen een beter ontwerp zijn, maar wordt nog niet in de praktijk gebruikt.